# Quarta declinazione latina
La quarta declinazione include i nomi maschili, femminili e neutri con vocale tematica ŭ, che al genitivo singolare terminano in -ūs. I nomi maschili e i femminili al nominativo singolare hanno l'uscita in -ŭs, e hanno il paradigma uguale, mentre i neutri hanno un loro paradigma, che prevede l'uscita in -ū per tutto il singolare eccetto il genitivo.

## Declinazione
I sostantivi maschili e femminili si declinano come fructus, -ūs, "il frutto"; i neutri come cornu, -us, "il corno".
| Casi       | Singolare | Plurale   |
| ---------- | --------- | --------- |
| Nominativo | fructŭs   | fructūs   |
| Genitivo   | fructūs   | fructŭŭm  |
| Dativo     | fructŭī   | fructĭbŭs |
| Accusativo | fructŭm   | fructūs   |
| Vocativo   | fructŭs   | fructūs   |
| Ablativo   | fructū    | fructĭbŭs |

| Caso       | Singolare | Plurale  |
| ---------- | --------- | -------- |
| Nominativo | cornū     | cornŭă   |
| Genitivo   | cornūs    | cornŭŭm  |
| Dativo     | cornū     | cornĭbŭs |
| Accusativo | cornū     | cornŭă   |
| Vocativo   | cornū     | cornŭă   |
| Ablativo   | cornū     | cornĭbŭs |

## Particolarità della declinazione
- Nel genitivo singolare alcuni nomi, oltre all'uscita in -us, possono altresì avere la forma in -ī della seconda:

1. exercitus, "l'esercito", m.
2. tumultus, "il tumulto", m.
3. senatus, "il senato", m.

gen. sing. exercit-us/exercit-ī 

gen. sing. tumult-us/tumult-ī 

gen. sing. senat-us/senat-ī
- Nel dativo e ablativo plurale, escono in -ŭbŭs anziché in -ĭbŭs i nomi che terminano in -cŭs (tranne il maschile porticus) ed i nomi artus, partus (questi due hanno selezionato l'uscita in -ŭbŭs per differenziarsi dai nomi di terza declinazione ars e pars) e tribus; inoltre il nome maschile portus e il nome neutro veru hanno entrambe le forme al dativo e all'ablativo plurale:

1. acus, "l'ago", f.
2. arcus, "l'arco", m.
3. artus, "l'arto", m.
4. lacus, "il lago", m.
5. partus, "il parto", m.
6. portus, "il porto", m.
7. quercus, "la quercia", f.
8. specus, "la spelonca", m.
9. tribus, "la tribù", f.
10. veru, "lo spiedo", n.

dat. e abl. plur. ac-ŭbŭs 

dat. e abl. plur. arc-ŭbŭs 

dat. e abl. plur. art-ŭbŭs 

dat. e abl. plur. lac-ŭbŭs 

dat. e abl. plur. part-ŭbŭs 

dat. e abl. plur. port-ŭbŭs e port-ĭbŭs 

dat. e abl. plur. querc-ŭbŭs 

dat. e abl. plur. spec-ŭbŭs 

dat. e abl. plur. trib-ŭbŭs 

dat. e abl. plur. ver-ŭbŭs e ver-ĭbŭs
- Hanno una declinazione leggermente diversa i nomi domus ("la casa", "la patria") e Iesus ("Gesù"); domus ha una declinazione mista contaminata dalla seconda declinazione, mentre Iesus ha una declinazione parzialmente irregolare:

| Casi       | Singolare         | Plurale                                  |
| ---------- | ----------------- | ---------------------------------------- |
| Nominativo | domŭs             | domūs                                    |
| Genitivo   | domūs             | domŭŭm (raro, in forma poetica, domōrum) |
| Dativo     | domŭī (raro domō) | domĭbŭs                                  |
| Accusativo | domŭm             | domōs (raro domūs)                       |
| Vocativo   | domŭs             | domūs                                    |
| Ablativo   | domō (raro domū)  | domĭbŭs                                  |

Nota: domus presenta un'antica forma di locativo domi che indica lo stato in luogo ("in casa", "in patria"); l'accusativo semplice domum, oltre a indicare l'oggetto diretto, si utilizza anche per il complemento di moto a luogo ("a, verso casa"); l'ablativo semplice domo si utilizza per esprimere il complemento di moto da luogo ("da, dalla casa"). Le espressioni domi bellique e domi militaeque significano "in pace e in guerra".
| Casi       | Singolare |
| ---------- | --------- |
| Nominativo | Iēsŭs     |
| Genitivo   | Iēsū      |
| Dativo     | Iēsū      |
| Accusativo | Iēsŭm     |
| Vocativo   | Iēsū      |
| Ablativo   | Iēsū      |

Nota: Le irregolarità riguardano il genitivo (senza -s), il dativo (senza -ī) e il vocativo (senza -s).

## Sostantivi astratti deverbali
Una rilevante parte dei sostantivi di IV declinazione sono derivati astratti verbali. Vengono formati dalla radice del supino. Così si ha, da curro, is, cucurri, cursum, currere, "correre", il sostantivo cursus, us, "percorso", da cui per traslazione il cursus honorum, l'ordine delle cariche onorifiche.
In particolare vi sono una serie di sostantivi usati solo all'ablativo da tradurre in modo particolare:
1. ductu, "sotto il comando/la guida di"
2. hortatu, "su esortazione"
3. impulsu, "per iniziativa"
4. iniussu, "senza ordine"
5. iussu, "per ordine di"
6. natu, "per nascita"
7. postulatu, rogatu, "su istanza/richiesta di"